# Kaufhaus S. Guttmann & Cie.

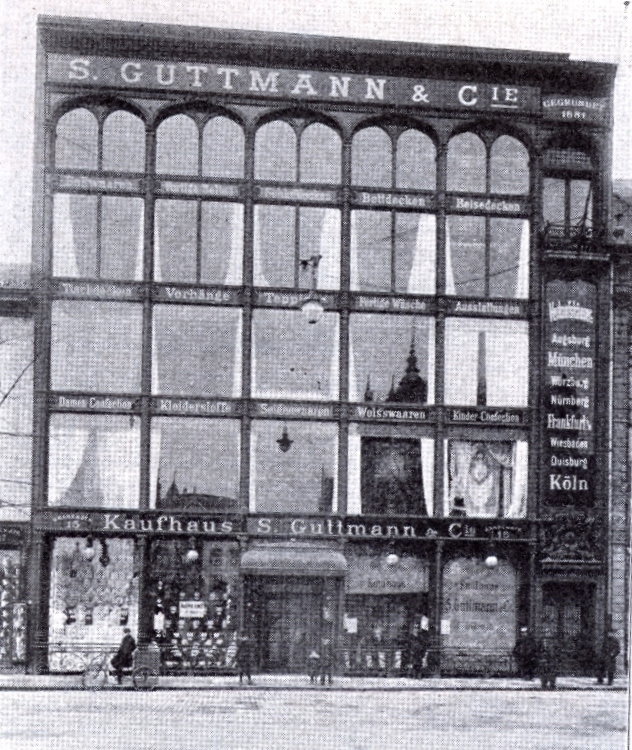
Kaufhaus S. Guttmann & Cie.

Das Kaufhaus S. Guttmann & Cie. befand sich an der Grabenstraße 15 in Düsseldorf-Altstadt und wurde im Jahre 1898 von den Architekten Klein und Dörschel erbaut. Das Kaufhaus galt als „in der Grundrissbildung deshalb bemerkenswert“, weil der Lichthof nur auf drei Seiten über Galerien zu erschließen war. Charakteristisch für ein Kaufhaus oder Warenhaus war, dass der Lichthof auf allen vier Seiten zu umgehen war. In diesem Fall war die Hinterseite des Lichthofs durch die Haupttreppe begrenzt. Die Fassade war fünfgeschossig und vollständig verglast. Sehr schmale Pfeiler unterteilten die Straßenfront in fünf Achsen.
Das Gebäude wurde 1911–1912 durch die Düsseldorfer Architekten Walter Klose und Georg Schäfer umgebaut und auf dem Nachbargrundstück Grabenstraße 13 erweitert.
Im Jahr 1930 wurde das Gebäude ein weiteres Mal durch den Düsseldorfer Architekten Felix Coenen umgebaut und durch Einbeziehung des Geschäftshauses Maass erweitert. 
Das Bauwerk ist nicht erhalten.